# Lamu (archipelag)
Lamu – archipelag znajdujący się na Oceanie Indyjskim blisko północnego wybrzeża Kenii, do której należy. Wyspy leżą pomiędzy miastami Lamu i Kiunga, nad granicą z Somalią, i są częścią dystryktu Lamu.
Największe z wysp to: Pate, Manda i Lamu. Mniejsze wysepki obejmują Kiwayu, która leży w rezerwacie narodowym Kiunga Marine i Manda Toto. Dzisiaj największym miastem w archipelagu jest Lamu, na wyspie Lamu. Miasto znajduje się na Liście światowego dziedzictwa UNESCO.
Archipelag mieści kilka archeologicznych/historycznych miejsc ogromnego znaczenia, takich jak Takwa i Manda (obydwa na wyspie Manda) i Shanga (na wyspie Pate). Kilka zostało częściowo odkopanych w późniejszych latach, rzucając ważne nowe światło na historię i kulturę Swahili.
Wyspy są uznawane za jedne z położonych najdalej na zachód portów pośrednich znakomitej chińskiej floty Zheng He, albo mogą nawet być miejscem spoczynku wraku jednego z jej statków. Żaden bezpośredni dowód jego wizyty jeszcze nie został odkryty, mimo że wiadomo, że odwiedził Mombasę, w dół kenijskiego wybrzeża, około 1415.